# Collège culinaire de France
Le Collège culinaire de France est une association loi de 1901 fondée en 2011 à l'initiative de quinze grands chefs restaurateurs à l'instar d'Alain Ducasse, Joël Robuchon, Thierry Marx, Yannick Alléno, Régis Marcon et Alain Dutournier. L’association souhaite représenter, promouvoir et transmettre l’identité de la cuisine française. Cette association a lancé l'appellation « Restaurant de qualité » le 8 avril 2013, selon des critères définis pour informer le consommateur sur le type de cuisine pratiquée. Parmi ces critères figurent la transparence du fait-maison, l'hospitalité et le partage ainsi que le rapport qualité / prix.
Alain Ducasse indique : « Sur les 150 000 restaurants français, les trois-quarts ne font que de l'industriel. Les autres se battent pour cuisiner des produits frais. C'est à eux que nous nous adressons ». Au mois d'avril 2020, le Collège Culinaire de France a distingué 1 800 restaurants de qualité et 900 producteurs artisans de qualité.

## Historique
Le Collège culinaire de France a été fondé en 2011 par les chefs restaurateurs suivants : Yannick Alléno, Alain Ducasse, Alain Dutournier, Gilles Goujon, Marc Heaberlin, Régis Marcon, Thierry Marx, Gérald Passedat, Laurent Petit, Anne-Sophie Pic, Joël Robuchon et Guy Savoy. L'association comptait également trois membres d'honneur à la création : Paul Bocuse, Michel Guérard et Pierre Troisgros. Alain Ducasse et Joël Robuchon en sont co-présidents, Gilles Goujon est secrétaire et Alain Dutournier est trésorier de l'association,.

## Principales campagnes et actions
Le Collège culinaire de France a mis en place l'appellation « Restaurant de qualité » le 8 avril 2013, qui a pour objectif de garantir au consommateur une transparence quant aux produits qui y sont préparés et servis. Cette évaluation passe par la mise en évidence de l'origine et de la qualité des produits, qui doivent être transformés par un chef sur place, selon un certain savoir-faire professionnel. L'hospitalité est également prise en compte, ainsi que la qualité de l'accueil et du service. Tout type d'établissement peut postuler pour obtenir l'appellation, peu importe sa localisation et son type de cuisine proposé. Chaque demande est pré-étudiée par un des chefs référents du département, réunis en Collèges culinaires régionaux. Ces référents locaux assurent également le contrôle des restaurateurs déjà distingués, au côté des clients et de leurs évaluations,.
Le 18 novembre 2014, le Collège annonce une nouvelle appellation, primant cette fois-ci les « Producteurs artisans de qualité », ainsi qu'un premier millésime de 125 artisans. Alain Dutournier détaille les raisons de la création de cette appellation : « Le fait maison ne peut seul garantir la qualité d’un restaurant. Nous pensons que la démarche de qualité implique un véritable maillage entre des restaurateurs, des producteurs, des artisans passionnés et engagés dans une même démarche militante. » L'association cherche également à mettre en relation ces producteurs et les restaurants bénéficiant de son label, afin de « créer une chaîne de la qualité à forte valeur ajoutée pour les restaurants ».
Au mois d'avril 2020, le Collège Culinaire de France a distingué 1 800 restaurants de qualité et 900 producteurs artisans de qualité.
En 2020, le Collège culinaire a entrepris différentes actions en soutien aux restaurateurs et aux producteurs durant la pandémie de Covid-19. Lors du premier confinement du printemps, le Collège a mis en place une carte interactive pour recenser les producteurs et restaurants qui ont maintenu un service de livraison et de vente à emporter,. À l'hiver 2020, pour pallier l'annulation des différents marchés de Noël un « garde-manger virtuel » en ligne a été créé, consistant en une boutique en ligne répertoriant les produits de 500 producteurs du territoire.